# Benjamin von Kállay
Benjamin von Kállay (in ungherese Béni Kállay de Nagy-Kálló; Pest, 22 dicembre 1839 – Sarajevo, 13 luglio 1903) è stato un politico e traduttore ungherese, ministro delle finanze e governatore della Bosnia ed Erzegovina dal 1882 alla sua morte nel 1903.

## Biografia
Kállay nasce a Pest (oggi parte di Budapest) da una famiglia originaria di Nagykálló e che ha giocato un ruolo importante nella storia ungherese fin dal regno di re Colomanno (1070-1116); dal re Mattia Corvino (1458-1490) ricevettero le loro proprietà a Mezőtúr, vicino a Kecskemét, concesso a Mihály Kállay per la sua eroica difesa di Jajce in Bosnia.
Il padre, István (1790-1845), che era alto ufficiale del governo ungherese, morì nel 1845 e la sua vedova, che sopravvisse fino al 1903, si dedicò all'educazione del figlio di cinque anni. La madre Amalie Blašković de Ebetske, era di origine serba, assunse la cura della formazione di Kállay e ha diretto il suo interesse per gli studi slavi in generale e in particolare per la storia serba. Ha ingaggiato un eccellente insegnante nella persona di Mihály Táncsics, un noto tribuno populista e scrittore rivoluzionario di discendenza serba e slovacca, che fu imprigionato dagli austriaci per scritti sediziosi nel 1847-48 e ancora nel 1860. In giovane età Kállay manifestò un profondo interesse per la politica, e specialmente per la questione orientale. Ha viaggiato in Russia, Turchia europea e Asia Minore, acquisendo una conoscenza approfondita di greco, turco e diverse lingue slave, arrivando a padroneggiare perfettamente la lingua serba.
Nel 1867 entrò nella Dieta di Ungheria come deputato conservatore di Mühlbach (Szászsebes); nel 1869 fu nominato console generale a Belgrado; e nel 1872 visitò per la prima volta il Vilayet di Bosnia. Le sue opinioni sulle questioni balcaniche hanno fortemente influenzato il conte Gyula Andrássy, ministro austro-ungarico per gli affari esteri. Lasciando Belgrado nel 1875, Kállay riprese la sua posizione nella Dieta, e poco dopo fondò la rivista Kelet Népe ("Popolo dell'Est"), nella quale difendeva la vigorosa politica di Andrássy.
Dopo la guerra russo-turca del 1878 Kállay si recò a Plovdiv come inviato austro-ungarico straordinario nella Commissione Internazionale per la Rumelia Orientale. Nel 1879, divenne secondo e, poco dopo primo, capo dipartimento del Ministero degli affari esteri di Vienna. Il 4 giugno 1882 fu nominato ministro delle finanze austro-ungarico e amministratore della Bosnia ed Erzegovina, e la distinzione con cui ricoprì questo incarico, per un periodo di 21 anni, è il suo principale titolo di fama.
Kállay era un membro onorario delle accademie scientifiche di Budapest e Vienna e raggiunse una certa eminenza come scrittore. Ha tradotto il Saggio sulla libertà di John Stuart Mill in lingua ungherese, aggiungendo una critica introduttiva; mentre la sua versione di Galatea, un'opera teatrale del drammaturgo greco Spiridion N. Basiliades (1843-1874), si rivelò vincente sul palcoscenico ungherese. Le sue monografie sulla storia serba (Geschichte der Serben) furono tradotte in serbo da Gavrilo Vitković, e sull'ambizione orientale della Russia (Die Orientpolitik Russlands) fu tradotto in tedesco da Johann Heinrich Schwicker e pubblicato a Lipsia nel 1878. Ma secondo la sua opinione, il suo capolavoro fu un'orazione accademica sulla posizione politica e geografica dell'Ungheria come collegamento tra Oriente e Occidente.

## Vita personale
Kállay sposò nel 1873 la contessa Vilma Bethlen, da cui ebbe due figlie e un figlio. La sua popolarità in Bosnia fu dovuta in parte al tatto e al carisma personale di sua moglie. Morì il 13 luglio 1903.